# شرکت چاه
شرکت چاه یک منطقهٔ مسکونی در ایران است که در دهستان مارگان واقع شده‌است. شرکت چاه ۱۵۳ نفر جمعیت دارد.